# Sapphire Stagg
Sapphire Stagg es un personaje ficticio que aparece en los cómics publicados por DC Comics. Fue creada por Bob Haney y Ramona Fradon, y debutó en The Brave and the Bold #57 en enero de 1965. Es conocida principalmente por ser la hija del industrial y científico Simon Stagg, y por su relación sentimental con Rex Mason, el superhéroe conocido como Metamorfo.
Sapphire es retratada como una mujer de carácter fuerte, compasiva y con una determinación que a menudo contrasta con la fría ambición de su padre. A lo largo de sus apariciones en los cómics, ha sido presentada como una figura central en el desarrollo del personaje de Metamorfo, sirviendo tanto como su motivación emocional como su ancla moral. Su historia ha sido marcada por el conflicto entre su amor por Rex y la desaprobación de su padre, quien frecuentemente ha manipulado situaciones para mantenerlos separados o utilizar a Rex con fines propios.
En varias continuidades, Sapphire y Rex llegan a casarse y tienen un hijo llamado Joey Mason, quien a veces hereda o manifiesta ciertas características metahumanas debido a la fisiología alterada de su padre. Además de su papel en los cómics, Sapphire ha aparecido en distintas adaptaciones animadas del universo DC, incluyendo series como Justice League Unlimited y Young Justice, en las que se resalta su papel como soporte emocional para Metamorfo y su resistencia a la influencia de su padre.
Aunque carece de superpoderes, Sapphire es frecuentemente representada como una mujer educada, refinada y decidida, capaz de sostenerse por sí misma en un mundo lleno de individuos extraordinarios.

## Biografía ficticia
Sapphire Stagg conoce y se enamora de uno de los ex empleados de Stagg, Rex Mason, y permanece con él cuando comenzó a vivir aventuras como el superhéroe Metamorfo.Simon Stagg desaprueba en gran medida la devoción de Sapphire hacia Mason y planea separarlos (generalmente poniendo a Metamorfo en peligro).Sapphire y Rex finalmente se casan y tienen un hijo juntos llamado Joey Mason. Joey hereda las propiedades transmutadoras de su padre, pero también puede usar estas habilidades para afectar las propiedades químicas de otros objetos.
Durante un tiempo, Sapphire cree que Metamorfo ha muerto y su padre hace arreglos para que ella se case con su asistente neandertal llamado Java.Aunque sigue siendo leal a Java, su corazón siempre pertenece a Rex. Finalmente, Sapphire descubre que Metamorfo está vivo y trabajando en París como miembro de la Liga de la Justicia Europa. Desde entonces, los dos se han reunido.

### Birds of Prey
Java se encuentra con Canario Negro mientras busca ayuda para Sapphire. Su historia es que Sapphire y Joey, el hijo de Metamorfo, quedaron atrapados en una explosión de laboratorio y se fusionaron en un solo ser de energía que se estaba vengando de los antiguos colegas de Simon Stagg.Se revela que no solo se fusionaron Sapphire y Joey, sino también Simon. Es él quien dirige la venganza. Canario Negro se da cuenta de que Java es en realidad Metamorfo, y de alguna manera parece creer que es Java. Los tres se separan una vez más; Simon afirma haber sido superado por la energía misma y incapaz de controlar sus acciones. Cuando termina el cómic, se aleja de la alegre reunión familiar para comprobar cómo está un clon de Java en crecimiento.

### The New 52
En 2011, "The New 52" reinició el universo DC. La historia de Sapphire Stagg y su amor por Rex Mason es la misma.

### DC Rebirth
En 2016, DC Comics implementó otro relanzamiento llamado "DC Rebirth", que restauró su continuidad a una forma muy similar a la que tenía antes de New 52. Sapphire estuvo presente cuando Simon Stagg abrió un portal al Dark Multiverso y está tratando de cerrarlo con Metamorfo quien fue transmutado a Nth Metal.Ella está presente cuando Mister Terrific, Plastic Man, Metamorfo y Phantom Girl regresan del Dark Multiverso.Metamorfo y Sapphire luego discuten las tensiones en su relación.
Durante la historia de "Endless Winter", se revela que Sapphire Stagg tiene un hermano llamado Sebastian.

## Otras versiones
Sapphire Stagg aparece en la historia de Elseworlds The Nail.

## En otros medios
Sapphire Stagg aparece en el episodio de Liga de la Justicia "Metamorfosis", con la voz de Danica McKellar. Esta versión sirvió como catalizadora para la transformación de Rex Mason en Metamorfo, ya que Simon Stagg lo quería fuera de su vida y posteriormente lo convirtió en sujeto de prueba para su proyecto Metamorfo, que originalmente estaba destinado a ayudar a los trabajadores a sobrevivir en condiciones hostiles. Sin embargo, esto falla porque Sapphire todavía ama a Rex después de su transformación.
Sapphire Stagg aparece en Beware the Batman, con la voz de Emmanuelle Chriqui. Al igual que en la Liga de la Justicia, Simon Stagg transformó a Rex Mason en Metamorfo en un intento de detener su relación con ella.En el episodio "Monsters", Sapphire, buscando impresionar a su padre, proporciona a los matones armaduras y armas para expulsar a la gente de Old Gotham y comprar el territorio con fines de lucro. Batman sospechaba que Simon Stagg era el culpable, pero luego se enteró de la participación de Sapphire y la detuvo.